# Садбери (Масачусетс)
Садбери (енгл. Sudbury) град је у америчкој савезној држави Масачусетс. По попису становништва из 2020. у њему је живело 18.934 становника.